# Grøndalslund Sogn
Grøndalslund Sogn er et sogn i Rødovre-Hvidovre Provsti (Helsingør Stift). Sognet ligger i Rødovre Kommune og blev udskilt fra Rødovre Sogn i 1958. Det er opkaldt efter en af de ejendomme der lagde jord til kirkegården.
Grøndalslund Kirke blev opført som kapel for Grøndalslund Kirkegård, men blev indviet som filialkirke for Rødovre sogn i 1952 kort efter opførelsen.